# أيك (جغرافية)

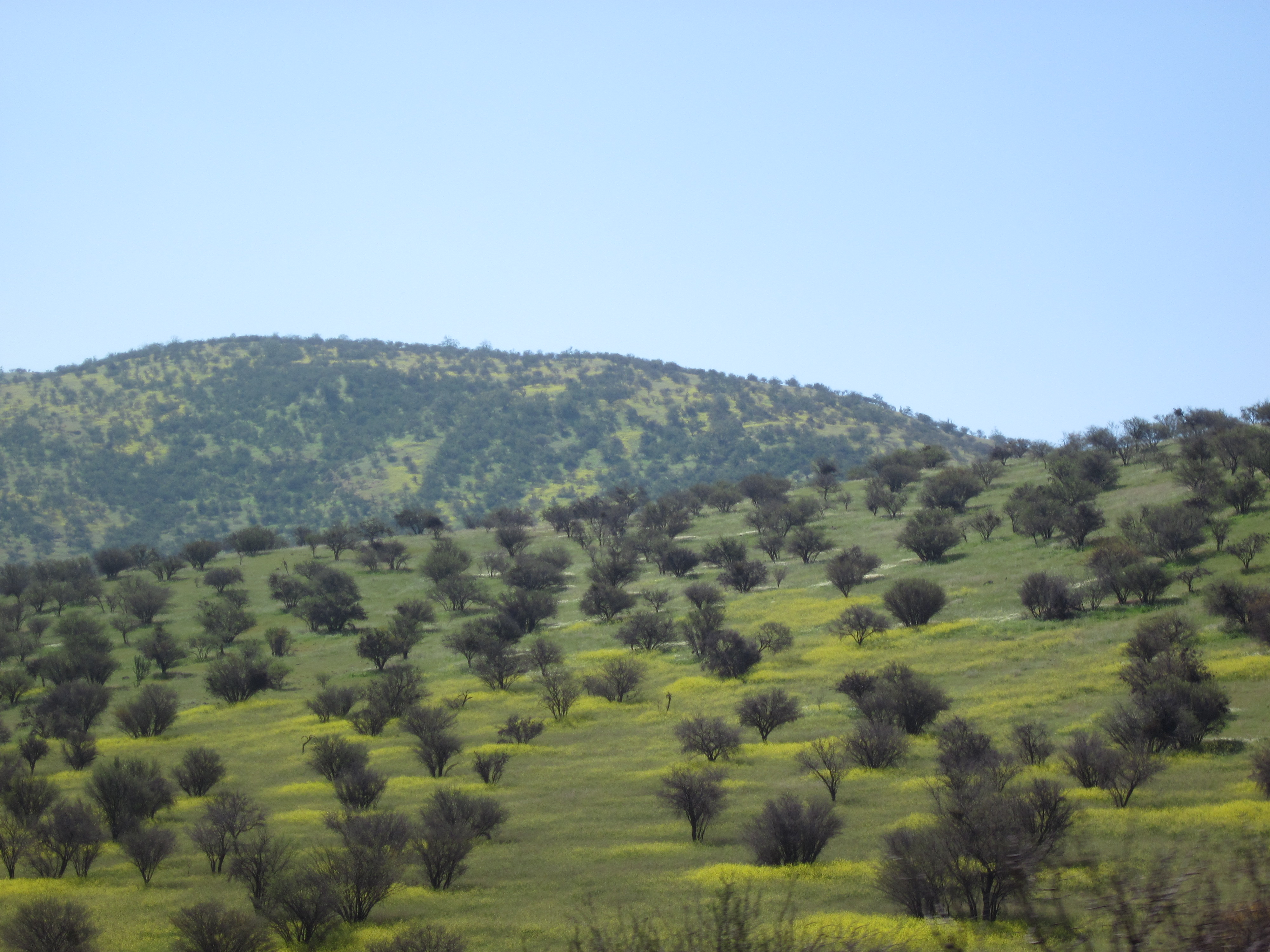
فصل الربيع في الأيك الشيلي على بعد بضعة كيلومترات شمال شنت ياقب على طول الطريق السريع للبلدان الأمريكية

الأيك تصف الأعياص أو الغيول أو الجنيبات.  تُستخدم الكلمة (Matorral) في تسمية ووصف النظام البيئي لمناخ البحر الأبيض المتوسط في جنوب أوروبا.